# Друга ліга СРСР з футболу 1990 (західна зона)
Перший сезон західної буферної зони другої ліги чемпіонату СРСР з футболу.

## Огляд
Перед початком сезону структура другої ліги зазнала значних змін. Були створені три буферні зони, переможці яких отримували право виступати наступного року в першій лізі.
До західної зони увійшли дев'ять кращих клубів чемпіонату УРСР минулого сезону, а також львівські «Карпати» і дрогобицька «Галичина».
Путівки до першої ліги здобули чернівецька «Буковина» і ризька «Даугава».
Найкращим бомбардиром турніру став нападник тернопільської «Ниви» Ігор Яворський (26 забитих м'ячів).

## Підсумкова таблиця
|     | Команда                 | І  | В  | Н  | П  | М+ | М-  | О  |
| --- | ----------------------- | -- | -- | -- | -- | -- | --- | -- |
| 1.  | «Буковина» (Чернівці)   | 42 | 23 | 12 | 7  | 69 | 27  | 58 |
| 2.  | «Даугава» (Рига)        | 42 | 22 | 12 | 8  | 67 | 37  | 56 |
| 3.  | «Карпати» (Львів)       | 42 | 23 | 9  | 10 | 61 | 36  | 55 |
| 4.  | «Нива» (Тернопіль)      | 42 | 22 | 11 | 9  | 70 | 51  | 55 |
| 5.  | «Нива» (Вінниця)        | 42 | 17 | 16 | 9  | 56 | 29  | 50 |
| 6.  | СКА (Одеса)             | 42 | 21 | 7  | 14 | 59 | 32  | 49 |
| 7.  | «Зоря» (Ворошиловград)  | 42 | 20 | 9  | 13 | 72 | 44  | 49 |
| 8.  | «Спартак» (Нальчик)     | 42 | 20 | 7  | 15 | 55 | 46  | 47 |
| 9.  | «Динамо» (Брест)        | 42 | 15 | 15 | 12 | 49 | 39  | 45 |
| 10. | «Кремінь» (Кременчук)   | 42 | 16 | 11 | 15 | 49 | 45  | 43 |
| 11. | «Зоря» (Бєльці)         | 42 | 15 | 12 | 15 | 52 | 52  | 42 |
| 12. | «Ворскла» (Полтава)     | 42 | 15 | 11 | 16 | 47 | 51  | 41 |
| 13. | «Дніпро» (Могильов)     | 42 | 17 | 6  | 19 | 58 | 54  | 40 |
| 14. | «Галичина» (Дрогобич)   | 42 | 12 | 15 | 15 | 52 | 50  | 39 |
| 15. | «Хімік» (Гродно)        | 42 | 16 | 6  | 20 | 46 | 52  | 38 |
| 16. | «Старт» (Ульяновськ)    | 42 | 12 | 13 | 17 | 34 | 45  | 37 |
| 17. | «Волинь» (Луцьк)        | 42 | 14 | 7  | 21 | 42 | 61  | 35 |
| 18. | «Лорі» (Кіровакан)      | 42 | 15 | 4  | 23 | 42 | 79  | 34 |
| 19. | «Іскра» (Смоленськ)     | 42 | 11 | 10 | 21 | 46 | 66  | 32 |
| 20. | «Закарпаття» (Ужгород)  | 42 | 12 | 7  | 23 | 42 | 70  | 31 |
| 21. | «Балтика» (Калінінград) | 42 | 7  | 13 | 22 | 32 | 64  | 27 |
| 22. | «Ширак» (Ленінакан)     | 42 | 9  | 3  | 30 | 34 | 104 | 21 |

## Бомбардири
| № | Гравець            | Голи | Команда                 |
| - | ------------------ | ---- | ----------------------- |
| 1 | Ігор Яворський     | 26   | «Нива» (Тернопіль)      |
| 2 | Володимир Зінич    | 23   | СКА (Одеса)             |
| 3 | Андрій Артемов     | 22   | «Даугава» (Рига)        |
| 4 | Олександр Спиридон | 19   | «Зоря» (Бєльці)         |
| 5 | Едуард Куготов     | 17   | «Спартак» (Нальчик)     |
| 6 | Сергій Шубін       | 16   | «Нива» (Вінниця)        |
| 6 | Юрій Беліченко     | 16   | «Зоря» (Луганськ)       |
| 8 | Олег Дєлов         | 15   | «Іскра» (Смоленськ)     |
| 9 | Валерій Рудько     | 14   | «Балтика» (Калінінград) |

Найрезультативніші гравці українських команд (п'ять і більше забитих м'ячів):
- «Буковина» — Віктор Мглинець (13), Василь Задорожняк (10), Валерій Алістаров (9), Микола Литвин (9), Валерій Королянчук (8), Андрій Гузієнко (6).
- «Карпати» — Анатолій Мущинка (9), Степан Юрчишин (8), Віктор Рафальчук (8), Володимир Шаран (6), Руслан Забранський (6), Роман Лаба (5), Андрій Квасов (5).
- «Нива» (Тернопіль) — Ігор Яворський (26), Сергій Райко (11), Ігор Біскуп (9), Михайло Куриляк (5), Валерій Кудлюк (5).
- «Нива» (Вінниця) — Сергій Шубін (16), Микола Роздобудько (8), Сергій Черепанов (6), Едуард Акбаров (5).
- СКА (Одеса) — Володимир Зінич (23), Олег Кошелюк (9).
- «Зоря» (Луганськ) — Юрій Беліченко (16), Тимерлан Гусейнов (12), Олександр Малишенко (11), Олег Волотек (7), Сергій Ярмолич (6).
- «Кремінь» — Сергій Шевченко (10), Сергій Мурадян (8), Ігор Мартиненко (6), Володимир Малеванець (5).
- «Ворскла» — Іван Шарій (9), Ігор Кислов (7), Володимир Прокопиненко (5), Сергій Соловей (5).
- «Галичина» — Володимир Кухлевський (12), Юрій Шулятицький (9), Валерій Линников (6), Фаїль Міргалімов (6), Володимир Фурсов (6).
- «Волинь» — Володимир Дикий (11+2), Степан Павлов (7+1), Павло Філонюк (6).
- «Закарпаття» — Віктор Ковач (10), Василь Мартиненко (10).

## Ігри, голи
Склади команд-призерів першості:
| 1. «Буковина» (Чернівці) |
| Воротарі: Володимир Циткін (34), Віктор Жук (8), Олександр Сабадош (3). Захисники: Валерій Сарафінчан (42), Сергій Соботюк (42), Микола Литвин (41, 9), Олександр Бобарико (36, 1), Іван Руснак (28, 2), Сергій Шелест (15), Юрій Черенков (12). Півзахисники: Валерій Алістаров (42, 9), Віктор Будник (42), Олег Бурчак (40), Василь Задорожняк (36, 10). Нападники: Віктор Мглинець (40, 13), Андрій Гузієнко (38, 6), Володимир Коман (35), Леонід Федоров (32, 4), Володимир Цап (31, 1), Валерій Королянчук (19, 8), Борис Фінкель (11, 2), Олександр Іванов (5,2). Автогол: В. Гуменяк («Закарпаття»). Старший тренер — Юхим Школьников, начальник команди — Ярослав Герасимович, тренер — Валерій Богуславський. |
| 2. «Даугава» (Рига) |
| Воротарі: Ігор Катамадзе (35), Костянтин Ігошин (8), Віктор Споле (2). Захисники: Сергій Ємельянов (41, 1), Олексій Терещенко (38, 1), Юрій Шевляков (36, 1), Андрій Лапса (35), Юрій Іванов (30, 1), Гінтс Гіліс (26), Сергій Семенов (26), Ріхард Буткус (9). Півзахисники: Олег Алєксєєнко (35, 11), Юрій Попков (39, 7), Ігор Степанов (25, 1), В. Скапе (2), Д. Мальцев (1). Нападники: Андрій Артемов (41, 22), Віталій Теплов (39, 9), Айварс Друпасс (32, 7), Анатолій Жегалкін (20, 6), Дмитро Хорольський (10). Старший тренер — Георгій Гусаренко, начальник команди — Станіслав Андросов, тренер — Едуард Власов. |
| 3. «Карпати» (Львів) |
| Воротарі: Раймонд Лайзанс (41), Валерій Паламарчук (6). Захисники: Олег Гула (37, 2), Микола Сич (34), Роман Деркач (33, 1), Юрій Гій (32, 1), Степан Юрчишин (31, 8), Михайло Савка (13, 1), Андрій Чікало (7), Андрій Грінер (4), Дмитро Михайлов (1). Півзахисники: Василь Леськів (40, 3), Анатолій Мущинка (39, 9), Віктор Рафальчук (39, 8), Олександр Чижевський (33), Віктор Сидоренко (22), Олександр Гій (12, 1), Віктор Павлишевський (12), Любомир Вовчук (4), Роман Гнатів (3), Володимир Ковалюк (2), Володимир Шаран (28, 6). Нападники: Руслан Забранський (36, 6), Роман Лаба (33, 5), Андрій Квасов (18, 5), Володимир Кіцул (12), В'ячеслав Лендєл (11, 1), Віктор Олійник (5, 2), Василь Кардаш (4, 1). Старший тренер — Володимир Булгаков, начальник команди — Габор Вайда, тренер — Ростислав Поточняк. |